# 1956年メルボルンオリンピックのルーマニア選手団
1956年メルボルンオリンピックのルーマニア選手団（1956ねんメルボルンオリンピックのルーマニアせんしゅだん）は、1956年11月22日から12月8日にかけてオーストラリアのメルボルンで開催された1956年メルボルンオリンピックのルーマニア選手団、およびその競技結果。

## 概要
今大会は金メダル5個、銀メダル3個、銅メダル5個の合計13個のメダルを獲得した。

## メダル
| メダル | 選手名                         | 競技         | 種目                              |
| ------ | ------------------------------ | ------------ | --------------------------------- |
| 金     | ニコラエ・リンカ               | ボクシング   | 男子ウェルター級                  |
| 金     | [[]]                           | カヌー       | 男子カナディアンシングル1000m     |
| 金     | [[]]                           | カヌー       | 男子カナディアンシングル10000m    |
| 金     | [[]]                           | カヌー       | 男子カナディアンペア1000m         |
| 金     | ステファン・ペトラスク         | 射撃         | 男子25mラピッドファイアーピストル |
| 銀     | ミルチェア・ドブレスク         | ボクシング   | 男子フライ級                      |
| 銀     | ゲオルゲ・ネグレア             | ボクシング   | 男子ライトヘビー級                |
| 銀     | [[]]                           | フェンシング | 女子フルーレ個人                  |
| 銅     | [[]]                           | 体操         | 女子団体総合                      |
| 銅     | エレーナ・レウステアヌ         | 体操         | 女子床                            |
| 銅     | コンスタンティン・ドミトレスク | ボクシング   | 男子ライトウェルター級            |
| 銅     | [[]]                           | レスリング   | 男子バンタム級                    |
| 銅     | [[]]                           | 射撃         | 男子25mラピッドファイアーピストル |